# Marcello Lippi
Marcello Lippi (n. 12 aprilie 1948, Viareggio, Toscana, Italia) este un fost fotbalist și antrenor italian, campion mondial ca antrenor al naționalei Italiei la campionatul din 2006. Ca antrenor de echipă de club, a câștigat de cinci ori campionatul Italiei, de patru ori supercupa Italiei și câte o dată Liga Campionilor UEFA, Supercupa Europei și Cupa Intercontinentală. A devenit, astfel, primul antrenor care a câștigat cele mai prestigioase titluri fotbalistice atât la echipe de club, cât și la echipe naționale, fiind egalat de atunci de Vicente del Bosque.

## Statistici ca antrenor
La 14 noiembrie 2019.
| Echipa               | Țara                       | Început           | Sfârșit           | Rezultate | Rezultate | Rezultate | Rezultate | Rezultate | Rezultate | Rezultate | Rezultate  |
| Echipa               | Țara                       | Început           | Sfârșit           | M         | V         | E         | Î         | GM        | GP        | Glv       | Victorii % |
| -------------------- | -------------------------- | ----------------- | ----------------- | --------- | --------- | --------- | --------- | --------- | --------- | --------- | ---------- |
| Pistoiese            | Italia                     | 10 iunie 1987     | 7 iunie 1988      | 40        | 10        | 16        | 14        | 32        | 38        | −6        | 25         |
| Carrarese            | Italia                     | 7 iunie 1988      | 30 iunie 1989     | 46        | 16        | 21        | 9         | 41        | 31        | +10       | 34,78      |
| Cesena               | Italia                     | 30 iunie 1989     | 26 ianuarie 1991  | 55        | 10        | 21        | 24        | 47        | 78        | −31       | 18,18      |
| Lucchese             | Italia                     | 20 iunie 1991     | 15 iunie 1992     | 42        | 9         | 22        | 11        | 38        | 38        | +0        | 21,43      |
| Atalanta             | Italia                     | 15 iunie 1992     | 8 iunie 1993      | 36        | 15        | 8         | 13        | 44        | 47        | −3        | 41,67      |
| Napoli               | Italia                     | 8 iunie 1993      | 30 iunie 1994     | 36        | 12        | 13        | 11        | 43        | 38        | +5        | 33,33      |
| Juventus             | Italia                     | 30 iunie 1994     | 8 februarie 1999  | 244       | 137       | 65        | 42        | 418       | 217       | +201      | 56,15      |
| Inter Milan          | Italia                     | 30 iunie 1999     | 3 octombrie 2000  | 51        | 25        | 11        | 15        | 90        | 57        | +33       | 49,02      |
| Juventus             | Italia                     | 17 iunie 2001     | 28 mai 2004       | 161       | 90        | 39        | 32        | 294       | 166       | +128      | 55,9       |
| Italia               | Italia                     | 16 iulie 2004     | 12 iulie 2006     | 29        | 17        | 10        | 2         | 45        | 19        | +26       | 58,62      |
| Italia               | Italia                     | 26 iunie 2008     | 25 iunie 2010     | 27        | 11        | 11        | 5         | 38        | 28        | +10       | 40,74      |
| Guangzhou Evergrande | Republica Populară Chineză | 17 mai 2012       | 2 noiembrie 2014  | 126       | 82        | 23        | 21        | 281       | 121       | +160      | 65,08      |
| China                | Republica Populară Chineză | 22 octombrie 2016 | 25 ianuarie 2019  | 30        | 10        | 9         | 11        | 35        | 41        | −6        | 33,33      |
| China                | Republica Populară Chineză | 24 mai 2019       | 14 noiembrie 2019 | 7         | 5         | 1         | 1         | 20        | 3         | +17       | 71,43      |
| Total                | Total                      | Total             | Total             | 930       | 449       | 270       | 211       | 1.466     | 922       | +544      | 48,28      |